# Хойбах (приток Эммера)
Хойбах (нем. Heubach) — река в Германии, протекает по земле Северный Рейн-Вестфалия. Площадь бассейна реки составляет 61,024 км², длина реки — 17,55 км. Впадает в Эммер у города Штайнхайм.
Река в верхнем течении протекает в Тевтобургском лесу, а на всем протяжении — в национальном парке Teutoburger Wald/Eggegebirge. При впадении в Эммер вместе с мельничной протокой образует остров — охраняемое место обитания зимородков и древесных лягушек.